# Galabin Boevski
Galabin Boevski (né le 19 décembre 1974) est un haltérophile bulgare.

## Carrière
Galabin Boevski participe aux Jeux olympiques de 2000 à Sydney et remporte la médaille d'or dans la catégorie des -69 kg. Il est également double champion du monde et triple champion d'Europe.
En 2004, il est suspendu pour huit ans à la suite d'un contrôle antidopage positif.

## Après-carrière
Boevski est arrêté en 2011 au Brésil pour trafic de cocaïne. Condamné à neuf ans de prison, il n'en fait finalement que deux.